# حلقي لانهائي
حلقي لانهائي (الاسم العلمي: Atelecyclus)، جنس من السلطعونات من فصيلة حلقيات لانهائية، يشتمل على نوعين
- Atelecyclus rotundatus (Olivi, 1792)
- Atelecyclus undecimdentatus (Herbst, 1783)